# Alsea (Oregon)
Alsea ('ælsi AFI) és una comunitat no incorporada al comtat de Benton, a l'estat nord-americà d'Oregon. Hi passen la ruta 34 d'Oregon i el riu Alsea. A efectes estadístics l'Oficina del Cens dels Estats Units ha definit Alsea com un lloc designat pel cens (CDP). La definició censal de l'àrea pot diferir amb la comprensió local de l'àrea del mateix nom. Segons les estimacions de població del cens del 2020, tenia 220 habitants.

## Història

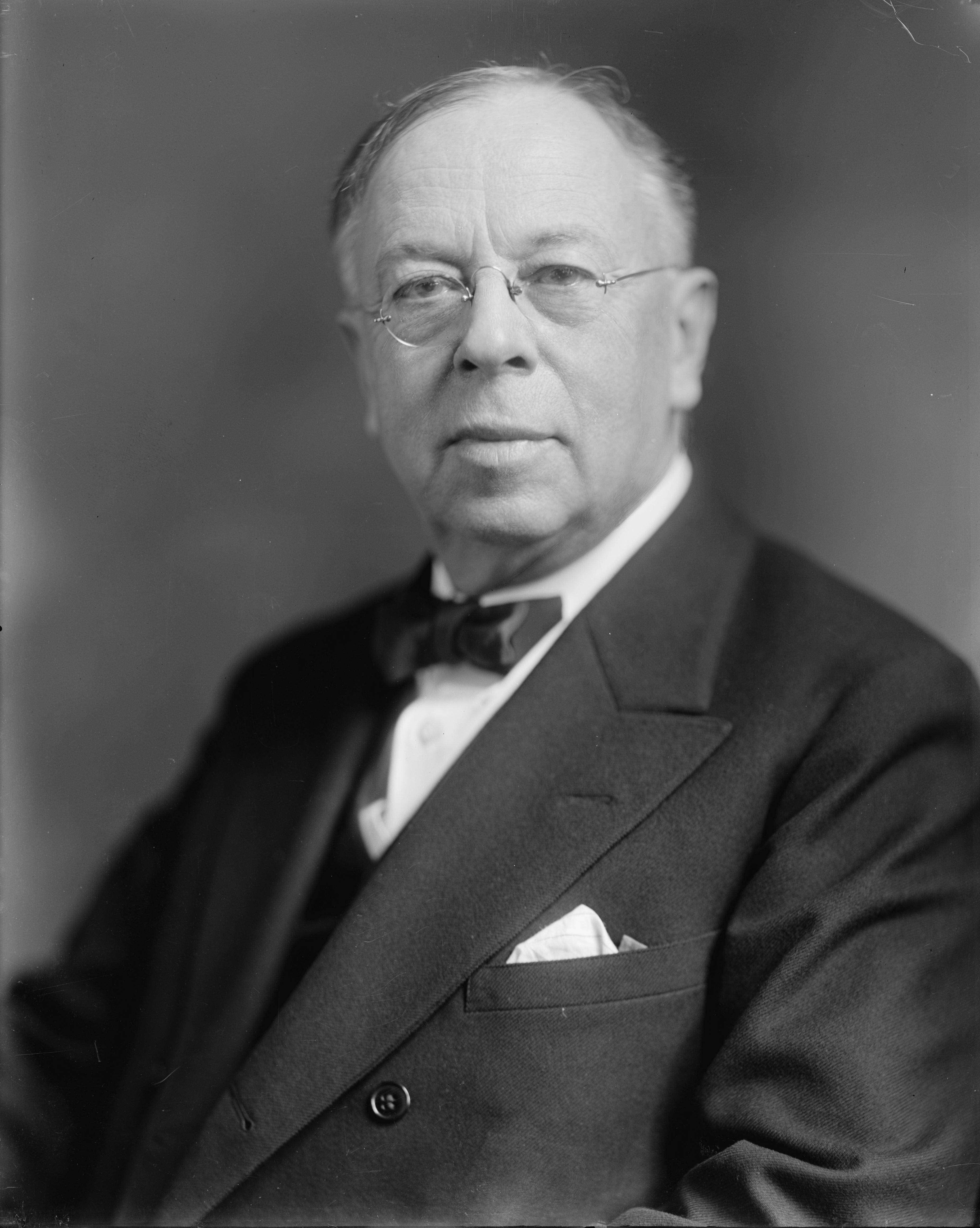
George Chamberlain, l'11è governador d'Oregon

Alsea rebé el nom del riu Alsea, el nom del qual era una corrupció d'"Alsi" (també escrit "Ulseah" i "Alsiias"), el nom d'una tribu nativa americana, ara coneguts com Alsea, que vivien a la desembocadura del riu. L'àrea d'Alsea fou poblada pels europeus a principis de 1855, quan el nom d'"Alseya Settlement" aparegué al mapa de l'Agrimensor general . El 1871 s'obrí l'oficina de correus d'Alsea.
A principis de la dècada del 1850 els colons es traslladaren de Willamette Valley a l'àrea d'Alsea reclamant els drets determinats a la Donation Land Claim Act. Si bé l'explotació forestal era una vegada la indústria principal a Alsea, ara és conegut com a lloc per a la pesca al riu Alsea, particularment de la truita arc de Sant Martí, i un punt de parada favorit d'un circuit cicloturista ben transitat.

## Clima
Aquesta regió experimenta estius càlids (però no xafogosos) i secs, sense temperatures mitjanes mensuals superiors als 71.6 °F (22.0 °C). D'acord al sistema de classificació climàtica de Köppen, Alsea té un clima mediterrani d'estiu càlid, abreujat "Csb" als mapes climàtics.

## Demografia

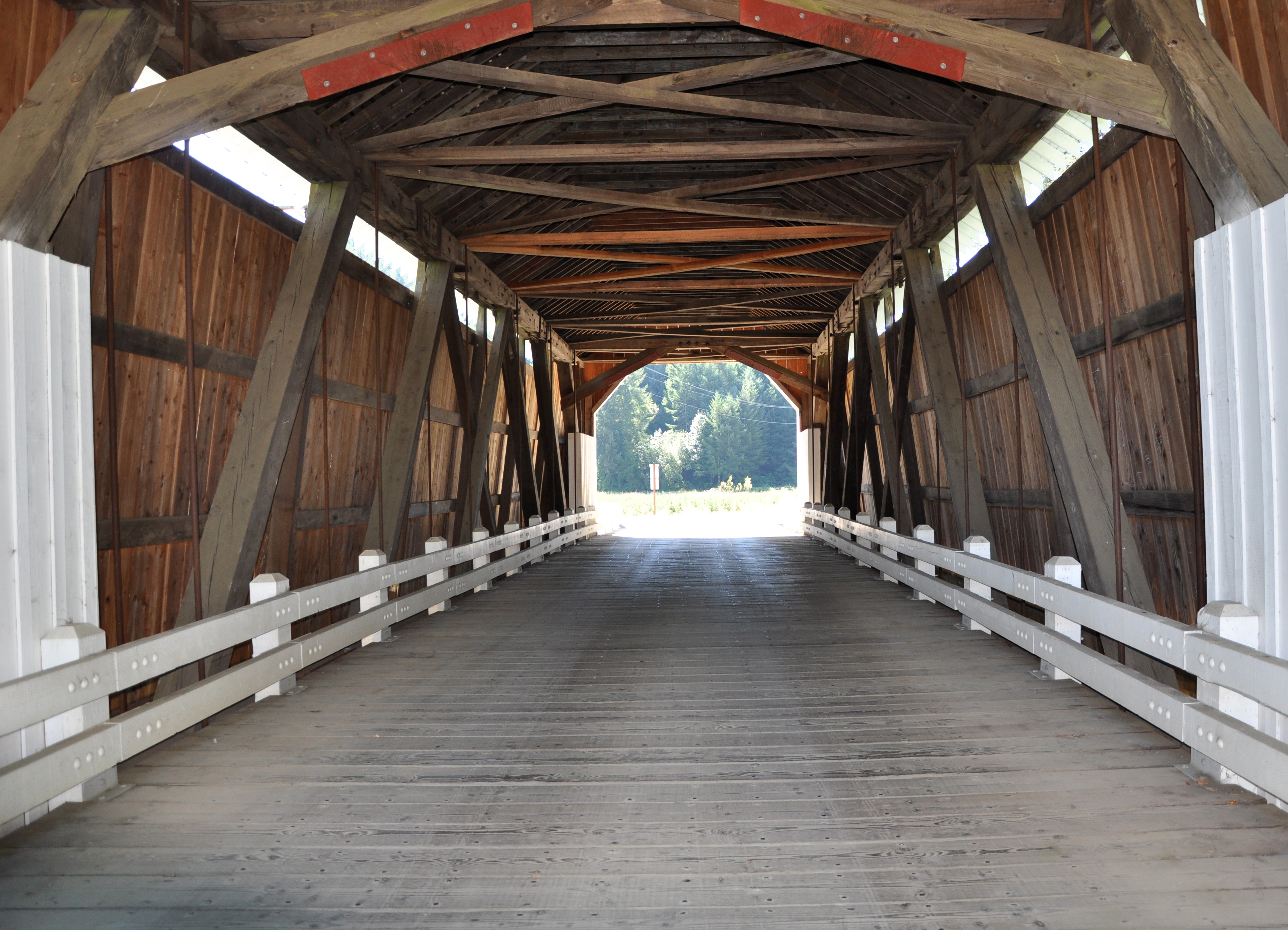
Interior del pont Hayden sobre el riu Alsea. La perspectiva és al sud al llarg de Hayden Road a l'oest d'Alsea, Oregon.

## Escola
Alsea Charter School, inclosa l'Alsea High School, és una charter school que dóna servei a K-12 amb 321 estudiants matriculats a partir del 2024.

## Pont cobert
A prop d'Alsea hi ha el pont Hayden, un històric pont cobert catalogat al Registre Nacional de Llocs Històrics el 1979. El pont permet el pas sobre el riu de Hayden Road des d'una intersecció amb la Ruta 34 a unes 2 milles (3 km) a l'oest d'Alsea.

## Persones notables
Thomas Benton Slate (2 de desembre de 1880 - 26 de novembre de 1980) es crià a Alsea. És conegut per haver inventat el primer mètode comercialment viable per a produir gel sec, i més tard va finançar la construcció d'un dirigible fet totalment d'alumini, The City of Glendale, acabat el 1929 però mai enlairat.